# Netelia cristata
Netelia cristata är en stekelart som först beskrevs av Thomson 1888.  Netelia cristata ingår i släktet Netelia och familjen brokparasitsteklar. Arten är reproducerande i Sverige. Inga underarter finns listade i Catalogue of Life.